# Ван Цзюнь (баскетболістка)
Ван Цзюнь (20 серпня 1963) — китайська баскетболістка.
Учасниця Олімпійських Ігор 1984 року.